# Gianfranco Baldazzi
Gianfranco Baldazzi (né à Bologne le 28 juillet 1943  et mort à Rome le 25 juin 2013) est un parolier italien, producteur de disques, auteur et journaliste. 

## Biographie
Né à Bologne, Baldazzi commence une carrière d'acteur de théâtre . Actif à partir de la seconde moitié des années 1960, il écrit des chansons pour Mina, Lucio Dalla, Gianni Morandi, Ornella Vanoni, Peppino di Capri, Ron, entre autres. Il est également producteur et, entre 1991 et 1994, directeur artistique du label Pressing . En tant qu'auteur, Baldazzi écrit plusieurs livres sur l'histoire de la musique italienne, des biographies  et un roman historique se déroulant au Moyen-Âge, "Il Silenzio della Cattedrale" (Le silence de la cathédrale). Il a également collaboré avec plusieurs magazines et journaux, ainsi qu'avec la chaîne de télévision RAI International .

## Publications
- La canzone italiana del Novecento (Newton Compton, 1988), Storia della canzone italiana da  Enrico Caruso à Eros Ramazzotti.* I nostri cantautori, Thema, prima edizione 1990.
- Dalla (Muzio, prima edizione 1990), Biogafia di Lucio Dalla.
- Le parole che cantavamo  Le Perle della Memoria, 2004[2].
- Lucio Dalla. L'uomo degli specchi (Minerva Edizioni, 2013) photos de Roberto Serra.

## Chansons écrites de Gianfranco Baldazzi
| Année | Titre                                | Auteurs                                | Musique                             | Interprètes        |
| ----- | ------------------------------------ | -------------------------------------- | ----------------------------------- | ------------------ |
| 1970  | Sylvie                               | Gianfranco Baldazzi et Sergio Bardotti | Lucio Dalla                         | Lucio Dalla        |
| 1970  | Dolce Susanna                        | Gianfranco Baldazzi et Sergio Bardotti | Lucio Dalla                         | Rosalino           |
| 1970  | Fumetto                              | Gianfranco Baldazzi et Sergio Bardotti | Lucio Dalla                         | Lucio Dalla        |
| 1970  | Occhi di ragazza                     | Gianfranco Baldazzi et Sergio Bardotti | Lucio Dalla                         | Gianni Morandi     |
| 1970  | Dimmi cosa aspetti ancora            | Gianfranco Baldazzi et Sergio Bardotti | Daniela Casa                        | Dominga            |
| 1971  | Itaca                                | Gianfranco Baldazzi et Sergio Bardotti | Lucio Dalla                         | Lucio Dalla        |
| 1971  | Il colonnello                        | Gianfranco Baldazzi et Sergio Bardotti | Lucio Dalla                         | Lucio Dalla        |
| 1971  | La casa in riva al mare              | Gianfranco Baldazzi et Sergio Bardotti | Lucio Dalla                         | Lucio Dalla        |
| 1971  | Strade su strade                     | Gianfranco Baldazzi et Sergio Bardotti | Lally Stott                         | Lucio Dalla        |
| 1971  | Per due innamorati                   | Gianfranco Baldazzi et Sergio Bardotti | Lucio Dalla                         | Lucio Dalla        |
| 1971  | L'ultima vanità                      | Gianfranco Baldazzi et Sergio Bardotti | Lucio Dalla                         | Lucio Dalla        |
| 1972  | Se mi davi retta                     | Gianfranco Baldazzi                    | Memmo Foresi et Luigi Lopez         | Fiorella Mannoia   |
| 1972  | Se mi davi retta                     | Gianfranco Baldazzi et Tony Cucchiara  | Marcello Valci                      | Giuliana Valci     |
| 1972  | Piazza Grande                        | Gianfranco Baldazzi et Sergio Bardotti | Rosalino Cellamare et Lucio Dalla   | Lucio Dalla        |
| 1972  | Quando verranno i giorni             | Gianfranco Baldazzi et Sergio Bardotti | Piero Piccioni                      | Mireille Mathieu   |
| 1972  | Nata libera                          | Gianfranco Baldazzi et Sergio Bardotti | Piero Piccioni                      | Mireille Mathieu   |
| 1972  | Principessa                          | Gianfranco Baldazzi et Sergio Bardotti | Rosalino Cellamare                  | Gianni Morandi     |
| 1973  | Da sabato a lunedì                   | Gianfranco Baldazzi                    | Rosalino Cellamare et Lucio Dalla   | Rosalino Cellamare |
| 1973  | Non svegliarti                       | Gianfranco Baldazzi                    | Rosalino Cellamare                  | Rosalino Cellamare |
| 1973  | Leggende d'Oltrepò                   | Gianfranco Baldazzi                    | Rosalino Cellamare                  | Rosalino Cellamare |
| 1973  | Radar                                | Gianfranco Baldazzi                    | Rosalino Cellamare                  | Rosalino Cellamare |
| 1973  | Senza sogni, senza amici, senza casa | Gianfranco Baldazzi                    | Rosalino Cellamare                  | Rosalino Cellamare |
| 1973  | Rosa d'amore                         | Gianfranco Baldazzi                    | Rosalino Cellamare                  | Rosalino Cellamare |
| 1973  | I bimbi neri non san di liquirizia   | Gianfranco Baldazzi                    | Rosalino Cellamare                  | Rosalino Cellamare |
| 1973  | Era la terra mia                     | Gianfranco Baldazzi                    | Rosalino Cellamare                  | Rosalino Cellamare |
| 1973  | Il mio papà ed io                    | Gianfranco Baldazzi                    | Rosalino Cellamare                  | Rosalino Cellamare |
| 1973  | Disegno libero                       | Gianfranco Baldazzi                    | Rosalino Cellamare                  | Rosalino Cellamare |
| 1973  | Il carrarmato disarmato              | Gianfranco Baldazzi                    | Rosalino Cellamare                  | Rosalino Cellamare |
| 1973  | La grande città industriale          | Gianfranco Baldazzi                    | Rosalino Cellamare                  | Rosalino Cellamare |
| 1973  | Quelli delle medie                   | Gianfranco Baldazzi                    | Rosalino Cellamare                  | Rosalino Cellamare |
| 1973  | Alla fine della scuola               | Gianfranco Baldazzi                    | Rosalino Cellamare                  | Rosalino Cellamare |
| 1973  | Da grande farò il maestro            | Gianfranco Baldazzi                    | Rosalino Cellamare                  | Rosalino Cellamare |
| 1973  | La scuola che vorrei                 | Gianfranco Baldazzi                    | Rosalino Cellamare                  | Rosalino Cellamare |
| 1975  | Esperienze                           | Gianfranco Baldazzi                    | Rosalino Cellamare                  | Rosalino Cellamare |
| 1975  | Tuo fratello (che fa i computer)     | Gianfranco Baldazzi                    | Rosalino Cellamare                  | Rosalino Cellamare |
| 1975  | Colori, forme, voci e odori          | Gianfranco Baldazzi                    | Rosalino Cellamare                  | Rosalino Cellamare |
| 1975  | La mia scimmia                       | Gianfranco Baldazzi                    | Rosalino Cellamare                  | Rosalino Cellamare |
| 1975  | Non ti lascio andare via             | Gianfranco Baldazzi                    | Rosalino Cellamare                  | Rosalino Cellamare |
| 1975  | Fenomeni naturali                    | Gianfranco Baldazzi                    | Rosalino Cellamare                  | Rosalino Cellamare |
| 1975  | Il ponte                             | Gianfranco Baldazzi                    | Rosalino Cellamare                  | Rosalino Cellamare |
| 1975  | Né lui, né te, né l'odio, né l'amore | Gianfranco Baldazzi et Nicoletta Bauce | Nicoletta Bauce                     | Nicoletta Bauce    |
| 1977  | Ancora i nostri errori               | Gianfranco Baldazzi                    | Lino Rufo                           | Lino Rufo          |
| 1978  | Laura G.                             | Gianfranco Baldazzi                    | Lino Rufo                           | Lino Rufo          |
| 1978  | Battello senza marinai               | Gianfranco Baldazzi                    | Lino Rufo                           | Lino Rufo          |
| 1978  | Fuori dal corpo                      | Gianfranco Baldazzi                    | Lino Rufo                           | Lino Rufo          |
| 1978  | Alla Rai...                          | Gianfranco Baldazzi                    | Lino Rufo                           | Lino Rufo          |
| 1978  | La perdita di un paradiso            | Gianfranco Baldazzi                    | Lino Rufo                           | Lino Rufo          |
| 1978  | Amore in manicomio                   | Gianfranco Baldazzi                    | Tony Occhiello                      | Lino Rufo          |
| 1979  | Fuoco                                | Gianfranco Baldazzi                    | Lino Rufo/Vincenzo Pagliarini       | Lino Rufo          |
| 1980  | Ehi ci stai                          | Gianfranco Baldazzi e Goran Kuzminac   | Goran Kuzminac                      | Goran Kuzminac     |
| 1981  | Grande figlio di puttana             | Gianfranco Baldazzi et Lucio Dalla     | Gaetano Curreri et Giovanni Pezzoli | Stadio             |
| 1981  | Chi te l'ha detto                    | Gianfranco Baldazzi et Lucio Dalla     | Gaetano Curreri                     | Stadio             |
| 1982  | Cantare                              | Gianfranco Baldazzi                    | Edoardo Vianello                    | Edoardo Vianello   |